# Dialetto scozzese dell'Ulster
Il dialetto scozzese dell'Ulster (nomi nativi: Ulster Scots, Ullans o Ulstèr-Scotch) è un insieme di dialetti della lingua scots parlati in parte dell'Irlanda del Nord. Questi idiomi sono in uso nell'Antrim orientale, nel Down settentrionale, nel Londonderry nordoccidentale, nel Donegal (zona del Laggan) e infine nei villaggi della costa del Mourne.
Da alcuni sono considerati invece varianti della lingua inglese.

## Storia
Lo scozzese si diffuse nell'Ulster a partire dal XV secolo, ma la gran parte dei parlanti, circa 200 000, giunse nella regione durante il XVII secolo nell'ambito della colonizzazione dell'Ulster (cominciata nel 1610 e culminata negli anni 1690). Nelle regioni centrali, i coloni scozzesi predominavano sugli inglesi con un rapporto di cinque o sei contro uno.
Lo scozzese dell'Ulster fu influenzato dall'inglese locale e dall'irlandese.

## Parlanti
Il 1999 Northern Ireland Life and Times Survey rilevò che circa il 2% dei nordirlandesi dichiarano di parlare un dialetto scozzese dell'Ulster, per un totale di circa 30 000 parlanti.

## Collegamenti esterni

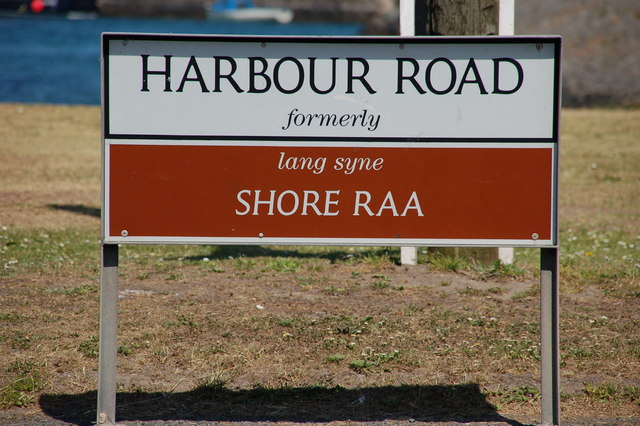
Cartello bilingue scozzese dell'Ulster-inglese a Ballyhalbert, in Irlanda del Nord.